# Grand-Fayt
Grand-Fayt è un comune francese di 518 abitanti situato nel dipartimento del Nord nella regione dell'Alta Francia.

## Società

### Evoluzione demografica
Abitanti censiti